# ایمی برنمن
ایمی برنمن (انگلیسی: Amy Brenneman؛ زادهٔ ۲۲ ژوئن ۱۹۶۴) هنرپیشه اهل ایالات متحده آمریکا است. وی از سال ۱۹۹۲ میلادی تاکنون مشغول فعالیت بوده است.
از فیلم‌هایی که وی در آن نقش داشته است می‌توان به مخمصه، چیزهایی …، قاضی امی، حومه، مادر و فرزند، خارج از نقشه و سریال بازماندگان اشاره کرد.